# Classic Loire-Atlantique 2015
La 16e édition de la Classic Loire-Atlantique a eu lieu le 21 mars 2015. La course fait partie du calendrier UCI Europe Tour 2015 en catégorie 1.1. C'est également la deuxième épreuve de la Coupe de France sur route.
L'épreuve a été remportée en solitaire par le Français Alexis Gougeard (AG2R La Mondiale) trois secondes devant un duo composé de l'Italien Marco Marcato (Wanty-Groupe Gobert) et d'un autre Français Anthony Delaplace (Bretagne-Séché Environnement).

## Présentation

### Équipes
Classée en catégorie 1.1 de l'UCI Europe Tour, la Classic Loire-Atlantique est par conséquent ouverte aux WorldTeams dans la limite de 50 % des équipes participantes, aux équipes continentales professionnelles, aux équipes continentales et aux équipes nationales.
Dix-sept équipes participent à cette Classic Loire-Atlantique - deux WorldTeams, huit équipes continentales professionnelles et sept équipes continentales :
| UCI WorldTeams   | UCI WorldTeams | UCI WorldTeams |
| Nom de l'équipe  | Pays           | Code           |
| ---------------- | -------------- | -------------- |
| AG2R La Mondiale | France         | ALM            |
| FDJ              | France         | FDJ            |

| Équipes continentales professionnelles | Équipes continentales professionnelles | Équipes continentales professionnelles |
| Nom de l'équipe                        | Pays                                   | Code                                   |
| -------------------------------------- | -------------------------------------- | -------------------------------------- |
| Androni Giocattoli                     | Italie                                 | AND                                    |
| Bretagne-Séché Environnement           | France                                 | BSE                                    |
| Caja Rural-Seguros RGA                 | Espagne                                | CJR                                    |
| Cofidis                                | France                                 | COF                                    |
| Cult Energy                            | Danemark                               | CLT                                    |
| Europcar                               | France                                 | EUC                                    |
| Topsport Vlaanderen-Baloise            | Belgique                               | TSV                                    |
| Wanty-Groupe Gobert                    | Belgique                               | WGG                                    |

| Équipes continentales   | Équipes continentales | Équipes continentales |
| Nom de l'équipe         | Pays                  | Code                  |
| ----------------------- | --------------------- | --------------------- |
| Armée de Terre          | France                | ADT                   |
| Auber 93                | France                | AUB                   |
| Marseille 13 KTM        | France                | M13                   |
| Murias Taldea           | Espagne               | MUR                   |
| Roubaix Lille Métropole | France                | RLM                   |
| Veranclassic-Ekoï       | Belgique              | VER                   |
| Wallonie-Bruxelles      | Belgique              | WBC                   |

### Règlement de la course

#### Primes
Les vingt prix sont attribués suivant le barème de l'UCI,. Le total général des prix distribués est de 14 477 €.
| Position | 1er     | 2e      | 3e      | 4e    | 5e    | 6e    | 7e    | 8e    | 9e    | 10e à 20e |
| Prix     | 5 785 € | 2 895 € | 1 445 € | 715 € | 580 € | 433 € | 433 € | 287 € | 287 € | 147 €     |

## Classements

### Classement final
| Classement final | Classement final   | Classement final | Classement final             | Classement final   |
|                  | Coureur            | Pays             | Équipe                       | Temps              |
| ---------------- | ------------------ | ---------------- | ---------------------------- | ------------------ |
| 1er              | Alexis Gougeard    | France           | AG2R La Mondiale             | en 4 h 27 min 24 s |
| 2e               | Marco Marcato      | Italie           | Wanty-Groupe Gobert          | + 3 s              |
| 3e               | Anthony Delaplace  | France           | Bretagne-Séché Environnement | + 3 s              |
| 4e               | Omar Fraile        | Espagne          | Caja Rural-Seguros RGA       | + 8 s              |
| 5e               | Julien El Fares    | France           | Marseille 13 KTM             | + 24 s             |
| 6e               | Maxime Renault     | France           | Auber 93                     | + 24 s             |
| 7e               | Timothy Dupont     | Belgique         | Roubaix Lille Métropole      | + 24 s             |
| 8e               | Sébastien Delfosse | Belgique         | Wallonie-Bruxelles           | + 24 s             |
| 9e               | Romain Combaud     | France           | Armée de Terre               | + 24 s             |
| 10e              | Kévin Réza         | France           | FDJ                          | + 24 s             |
| modifier         |                    |                  |                              |                    |

### UCI Europe Tour
Cette Classic Loire-Atlantique attribue des points pour l'UCI Europe Tour 2015, par équipes seulement aux coureurs des équipes continentales professionnelles et continentales, individuellement à tous les coureurs sauf ceux faisant partie d'une équipe ayant un label WorldTeam.
| Position,          | 1er | 2e | 3e | 4e | 5e | 6e | 7e | 8e | 9e | 10e | 11e | 12e |
| Classement général | 80  | 56 | 32 | 24 | 20 | 16 | 12 | 8  | 7  | 6   | 5   | 3   |

## Liste des participants
- Liste de départ complète

| Légende | Légende                                                                    | Légende | Légende                                                    |
| ------- | -------------------------------------------------------------------------- | ------- | ---------------------------------------------------------- |
| Num     | Dossard de départ porté par le coureur sur cette Classic Loire-Atlantique  | Pos     | Position à l'arrivée de la course                          |
|         | Indique un maillot de champion national ou mondial, suivi de sa spécialité | NP      | Indique un coureur qui n'a pas pris le départ de la course |
| AB      | Indique un coureur qui n'a pas terminé la course                           | HD      | Indique un coureur qui a terminé la course hors des délais |

| AG2R La Mondiale ALM               | AG2R La Mondiale ALM      | AG2R La Mondiale ALM |
| ---------------------------------- | ------------------------- | -------------------- |
| Num                                | Coureur                   | Pos                  |
| 1                                  | Alexis Gougeard (FRA)     | 1er                  |
| 2                                  | Gediminas Bagdonas (LTU)  | 18e                  |
| 3                                  | Guillaume Bonnafond (FRA) | AB                   |
| 4                                  | Maxime Daniel (FRA)       | 50e                  |
| 5                                  |                           |                      |
| 6                                  | Hugo Houle (CAN)          | 11e                  |
| 7                                  | Quentin Jauregui (FRA)    | AB                   |
| 8                                  | Sébastien Turgot (FRA)    | AB                   |
| Directeur sportif : Nicolas Guillé |                           |                      |

| FDJ                             | FDJ                     | FDJ |
| ------------------------------- | ----------------------- | --- |
| Num                             | Coureur                 | Pos |
| 11                              | Arnaud Courteille (FRA) | 72e |
| 12                              | Anthony Geslin (FRA)    | 47e |
| 13                              | David Boucher (FRA)     | 70e |
| 14                              | Murilo Fischer (BRA)    | AB  |
| 15                              | Francis Mourey (FRA)    | 57e |
| 16                              | Lorrenzo Manzin (FRA)   | AB  |
| 17                              | Kévin Réza (FRA)        | 10e |
| 18                              | Marc Sarreau (FRA)      | 19e |
| Directeur sportif : Yvon Madiot |                         |     |

| Bretagne-Séché Environnement BSE | Bretagne-Séché Environnement BSE | Bretagne-Séché Environnement BSE |
| -------------------------------- | -------------------------------- | -------------------------------- |
| Num                              | Coureur                          | Pos                              |
| 21                               | Jean-Marc Bideau (FRA)           | 20e                              |
| 22                               | Pierrick Fédrigo (FRA)           | 36e                              |
| 23                               | Romain Feillu (FRA)              | 75e                              |
| 24                               | Armindo Fonseca (FRA)            | 37e                              |
| 25                               | Arnaud Gérard (FRA)              | 51e                              |
| 26                               | Maxime Cam (FRA)                 | AB                               |
| 27                               | Anthony Delaplace (FRA)          | 3e                               |
| 28                               | Pierre-Luc Périchon (FRA)        | 74e                              |
| Directeur sportif : Roger Tréhin |                                  |                                  |

| Cofidis COF                          | Cofidis COF               | Cofidis COF |
| ------------------------------------ | ------------------------- | ----------- |
| Num                                  | Coureur                   | Pos         |
| 31                                   |                           |             |
| 32                                   | Nicolas Edet (FRA)        | AB          |
| 33                                   | Stéphane Rossetto (FRA)   | 63e         |
| 34                                   | Julien Simon (FRA)        | 30e         |
| 35                                   | Geoffrey Soupe (FRA)      | AB          |
| 36                                   | Anthony Turgis (FRA)      | AB          |
| 37                                   | Michael Van Staeyen (BEL) | 22e         |
| 38                                   | Clément Venturini (FRA)   | 68e         |
| Directeur sportif : Jean-Luc Jonrond |                           |             |

| Europcar EUC                         | Europcar EUC            | Europcar EUC |
| ------------------------------------ | ----------------------- | ------------ |
| Num                                  | Coureur                 | Pos          |
| 41                                   | Thomas Boudat (FRA)     | 59e          |
| 42                                   | Jimmy Engoulvent (FRA)  | 65e          |
| 43                                   | Bryan Nauleau (FRA)     | 12e          |
| 44                                   | Yohann Gène (FRA)       | 58e          |
| 45                                   | Romain Guillemois (FRA) | 66e          |
| 46                                   | Alexandre Pichot (FRA)  | 13e          |
| 47                                   | Angélo Tulik (FRA)      | 14e          |
| 48                                   | Thomas Voeckler (FRA)   | 60e          |
| Directeur sportif : Benoît Génauzeau |                         |              |

| Topsport Vlaanderen-Baloise TSV       | Topsport Vlaanderen-Baloise TSV | Topsport Vlaanderen-Baloise TSV |
| ------------------------------------- | ------------------------------- | ------------------------------- |
| Num                                   | Coureur                         | Pos                             |
| 51                                    | Victor Campenaerts (BEL)        | AB                              |
| 52                                    | Sander Helven (BEL)             | AB                              |
| 53                                    | Pieter Jacobs (BEL)             | AB                              |
| 54                                    | Oliver Naesen (BEL)             | 21e                             |
| 55                                    | Thomas Sprengers (BEL)          | AB                              |
| 56                                    | Preben Van Hecke (BEL)          | 61e                             |
| 57                                    | Gijs Van Hoecke (BEL)           | 45e                             |
| 58                                    | Floris De Tier (BEL)            | AB                              |
| Directeur sportif : Walter Planckaert |                                 |                                 |

| Wanty-Groupe Gobert WGG                 | Wanty-Groupe Gobert WGG   | Wanty-Groupe Gobert WGG |
| --------------------------------------- | ------------------------- | ----------------------- |
| Num                                     | Coureur                   | Pos                     |
| 61                                      | Simone Antonini (ITA)     | 25e                     |
| 62                                      | Frederik Backaert (BEL)   | 43e                     |
| 63                                      | Lander Seynaeve (BEL)     | AB                      |
| 64                                      | James Vanlandschoot (BEL) | AB                      |
| 65                                      | Boris Dron (BEL)          | 29e                     |
| 66                                      | Marco Marcato (ITA)       | 2e                      |
| 67                                      | Kévin Van Melsen (BEL)    | 69e                     |
| 68                                      | Frederik Veuchelen (BEL)  | 53e                     |
| Directeur sportif : Jean-Marc Rossignon |                           |                         |

| Androni Giocattoli AND              | Androni Giocattoli AND   | Androni Giocattoli AND |
| ----------------------------------- | ------------------------ | ---------------------- |
| Num                                 | Coureur                  | Pos                    |
| 71                                  | Marco Benfatto (ITA)     | AB                     |
| 72                                  | Francesco Chicchi (ITA)  | AB                     |
| 73                                  | Carlos Gálviz (VEN)      | AB                     |
| 74                                  | Alberto Nardin (ITA)     | AB                     |
| 75                                  | František Padour (CZE)   | AB                     |
| 76                                  | Alessio Taliani (ITA)    | AB                     |
| 77                                  | Gianfranco Zilioli (ITA) | 77e                    |
| 78                                  |                          |                        |
| Directeur sportif : Roberto Miodini |                          |                        |

| Caja Rural-Seguros RGA CJR             | Caja Rural-Seguros RGA CJR | Caja Rural-Seguros RGA CJR |
| -------------------------------------- | -------------------------- | -------------------------- |
| Num                                    | Coureur                    | Pos                        |
| 81                                     | Miguel Ángel Benito (ESP)  | 52e                        |
| 82                                     | Ángel Madrazo (ESP)        | 42e                        |
| 83                                     | Peio Bilbao (ESP)          | 28e                        |
| 84                                     | Hugh Carthy (GBR)          | AB                         |
| 85                                     | Fabricio Ferrari (URU)     | 55e                        |
| 86                                     | Omar Fraile (ESP)          | 4e                         |
| 87                                     | Fernando Grijalba (ESP)    | AB                         |
| 88                                     | Antonio Molina (ESP)       | 49e                        |
| Directeur sportif : Eugenio Goikoetxea |                            |                            |

| Cult Energy CLT                    | Cult Energy CLT                 | Cult Energy CLT |
| ---------------------------------- | ------------------------------- | --------------- |
| Num                                | Coureur                         | Pos             |
| 91                                 | Linus Gerdemann (GER)           | AB              |
| 92                                 | Rasmus Guldhammer (DEN)         | 24e             |
| 93                                 | Michael Carbel Svendgaard (DEN) | 78e             |
| 94                                 | Gustav Larsson (SWE)            | AB              |
| 95                                 | Romain Lemarchand (FRA)         | AB              |
| 96                                 | Christian Mager (GER)           | AB              |
| 97                                 | Fabian Wegmann (GER)            | 81e             |
| 98                                 | Joël Zangerlé (LUX)             | AB              |
| Directeur sportif : Michael Skelde |                                 |                 |

| Armée de Terre ADT               | Armée de Terre ADT      | Armée de Terre ADT |
| -------------------------------- | ----------------------- | ------------------ |
| Num                              | Coureur                 | Pos                |
| 101                              | Yoann Barbas (FRA)      | 34e                |
| 102                              | David Cherbonnet (FRA)  | AB                 |
| 103                              | Romain Combaud (FRA)    | 9e                 |
| 104                              | Julien Duval (FRA)      | 23e                |
| 105                              | Yann Guyot (FRA)        | 73e                |
| 106                              | Jérôme Mainard (FRA)    | 32e                |
| 107                              | Jimmy Raibaud (FRA)     | AB                 |
| 108                              | Bryan Alaphilippe (FRA) | AB                 |
| Directeur sportif : Cédric Barre |                         |                    |

| Auber 93 AUB                         | Auber 93 AUB            | Auber 93 AUB |
| ------------------------------------ | ----------------------- | ------------ |
| Num                                  | Coureur                 | Pos          |
| 111                                  | César Bihel (FRA)       | AB           |
| 112                                  | Steven Tronet (FRA)     | 27e          |
| 113                                  | Théo Vimpère (FRA)      | 46e          |
| 114                                  | Julien Guay (FRA)       | 31e          |
| 115                                  | Alo Jakin (EST) (Route) | 62e          |
| 116                                  | Anthony Maldonado (FRA) | AB           |
| 117                                  | David Menut (FRA)       | AB           |
| 118                                  | Maxime Renault (FRA)    | 6e           |
| Directeur sportif : Stéphane Javalet |                         |              |

| Roubaix Lille Métropole RLM         | Roubaix Lille Métropole RLM | Roubaix Lille Métropole RLM |
| ----------------------------------- | --------------------------- | --------------------------- |
| Num                                 | Coureur                     | Pos                         |
| 121                                 | Rudy Barbier (FRA)          | 16e                         |
| 122                                 | Thomas Damuseau (FRA)       | 64e                         |
| 123                                 | Timothy Dupont (BEL)        | 7e                          |
| 124                                 | Rudy Kowalski (FRA)         | AB                          |
| 125                                 | Romain Pillon (FRA)         | AB                          |
| 126                                 | Baptiste Planckaert (BEL)   | 17e                         |
| 127                                 | Jimmy Turgis (FRA)          | 40e                         |
| 128                                 | Maxime Vantomme (BEL)       | 54e                         |
| Directeur sportif : Gilles Pauchard |                             |                             |

| Marseille 13 KTM M13                    | Marseille 13 KTM M13      | Marseille 13 KTM M13 |
| --------------------------------------- | ------------------------- | -------------------- |
| Num                                     | Coureur                   | Pos                  |
| 131                                     | Alexandre Blain (FRA)     | 26e                  |
| 132                                     | Rémy Di Grégorio (FRA)    | 39e                  |
| 133                                     | Julien El Fares (FRA)     | 5e                   |
| 134                                     | Benjamin Giraud (FRA)     | AB                   |
| 135                                     | Julien Loubet (FRA)       | 15e                  |
| 136                                     | Ignatas Konovalovas (LTU) | 41e                  |
| 137                                     | Grégoire Tarride (FRA)    | 76e                  |
| 138                                     | Evaldas Šiškevičius (LTU) | 83e                  |
| Directeur sportif : Freddy Lecarpentier |                           |                      |

| Veranclassic-Ekoï VER               | Veranclassic-Ekoï VER    | Veranclassic-Ekoï VER |
| ----------------------------------- | ------------------------ | --------------------- |
| Num                                 | Coureur                  | Pos                   |
| 141                                 | Edwig Cammaerts (BEL)    | AB                    |
| 142                                 | Niels De Rooze (BEL)     | AB                    |
| 143                                 | Sébastien Rosseler (BEL) | AB                    |
| 144                                 | Gorik Gardeyn (BEL)      | AB                    |
| 145                                 | Justin Jules (FRA)       | AB                    |
| 146                                 | Martial Roman (FRA)      | AB                    |
| 147                                 | Melvin Rullière (FRA)    | 38e                   |
| 148                                 |                          |                       |
| Directeur sportif : Willy Teirlinck |                          |                       |

| Wallonie-Bruxelles WBC                | Wallonie-Bruxelles WBC   | Wallonie-Bruxelles WBC |
| ------------------------------------- | ------------------------ | ---------------------- |
| Num                                   | Coureur                  | Pos                    |
| 151                                   | Maxime Anciaux (BEL)     | AB                     |
| 152                                   | Sébastien Delfosse (BEL) | 8e                     |
| 153                                   | Antoine Demoitié (BEL)   | AB                     |
| 154                                   | Julien Stassen (BEL)     | 67e                    |
| 155                                   | Grégory Habeaux (BEL)    | 35e                    |
| 156                                   | Kevyn Ista (BEL)         | 48e                    |
| 157                                   | Antoine Warnier (BEL)    | 44e                    |
| 158                                   | Thomas Wertz (BEL)       | AB                     |
| Directeur sportif : Frédéric Amorison |                          |                        |

| Murias Taldea MUR                 | Murias Taldea MUR        | Murias Taldea MUR |
| --------------------------------- | ------------------------ | ----------------- |
| Num                               | Coureur                  | Pos               |
| 161                               | Ander Barrenetxea (ESP)  | AB                |
| 162                               | Mikel Bizkarra (ESP)     | 82e               |
| 163                               | Garikoitz Bravo (ESP)    | 71e               |
| 164                               | Imanol Estévez (ESP)     | 79e               |
| 165                               | Egoitz García (ESP)      | 33e               |
| 166                               | Jon Ander Insausti (ESP) | AB                |
| 167                               | Eneko Lizarralde (ESP)   | 80e               |
| 168                               | Beñat Txoperena (ESP)    | 56e               |
| Directeur sportif : Jon Odriozola |                          |                   |